# Mario Tennis Aces
Mario Tennis Aces (マリオテニス エース, Mario Tenisu Ēsu) é um jogo eletrônico de esporte desenvolvido pela Camelot Software Planning e publicado pela Nintendo. É o sétimo título da série Mario Tennis e foi lançado exclusivamente para Nintendo Switch em 22 de junho de 2018.

## Premiações
| Ano  | Prêmio                  | Categoria                         | Resultado | Ref         |
| ---- | ----------------------- | --------------------------------- | --------- | ----------- |
| 2018 | Game Critics Awards     | Melhor Jogo Esporte               | Indicado  | [ 1 ]       |
| 2018 | Game Critics Awards     | Melhor Jogo Família/Social        | Indicado  | [ 1 ]       |
| 2018 | Golden Joystick Awards  | Melhor Jogo Competitivo           | Indicado  | [ 2 ] [ 3 ] |
| 2018 | Golden Joystick Awards  | Jogo do Ano da Nintendo           | Indicado  | [ 2 ] [ 3 ] |
| 2018 | The Game Awards 2018    | Melhor Jogo Família               | Indicado  | [ 4 ] [ 5 ] |
| 2018 | The Game Awards 2018    | Melhor Esporte/Corrida            | Indicado  | [ 4 ] [ 5 ] |
| 2018 | Gamers' Choice Awards   | Jogo Multiplayer Favorito dos Fãs | Indicado  | [ 6 ]       |
| 2018 | Australian Games Awards | Esporte/Corrida/Luta do Ano       | Indicado  | [ 7 ]       |
| 2019 | New York Game Awards    | Raging Bull Award                 | Indicado  | [ 8 ]       |